# 盘如农产品市场站
盤如農產品市場站（：／ Banyeo-nongsanmul-sijang yeok */?）是釜山地鐵4號線沿線的一座地下車站，位於韓國釜山廣域市海雲臺區石坮洞。

## 車站結構
站體為2面2線側式月台的半地下化車站，候車月台設有月台幕門，並有2處出口。

### 月台配置
| 錦絲 ↑ |
| \| 上  |
| ↓ 石坮 |

| 月台 | 路線               | 目的地                           |
| ---- | ------------------ | -------------------------------- |
| 上行 | ●釜山都市铁道4号线 | 忠烈祠、壽安、東萊、美南方向     |
| 下行 | ●釜山都市铁道4号线 | 石坮、靈山大學、上盤松、安平方向 |

## 歷史
- 2011年3月30日：落成啟用。

## 車站周邊
- 盤如農產品批發市場
- 石坮花卉市集
- 回東－石坮都市科技産業園區
- 海雲臺植物園
- 盤石初等學校

## 圖片

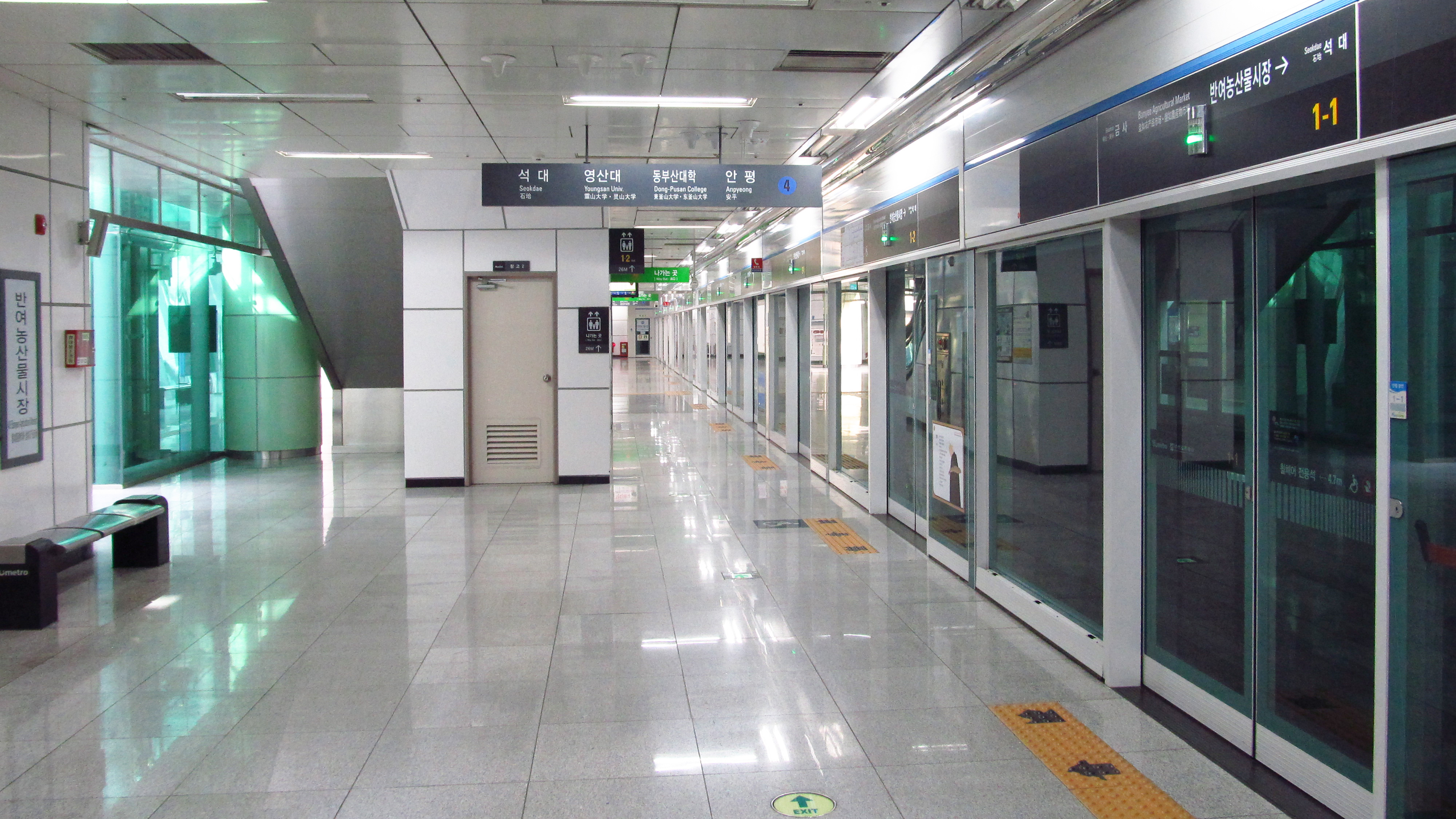
候車月台（往安平方向）
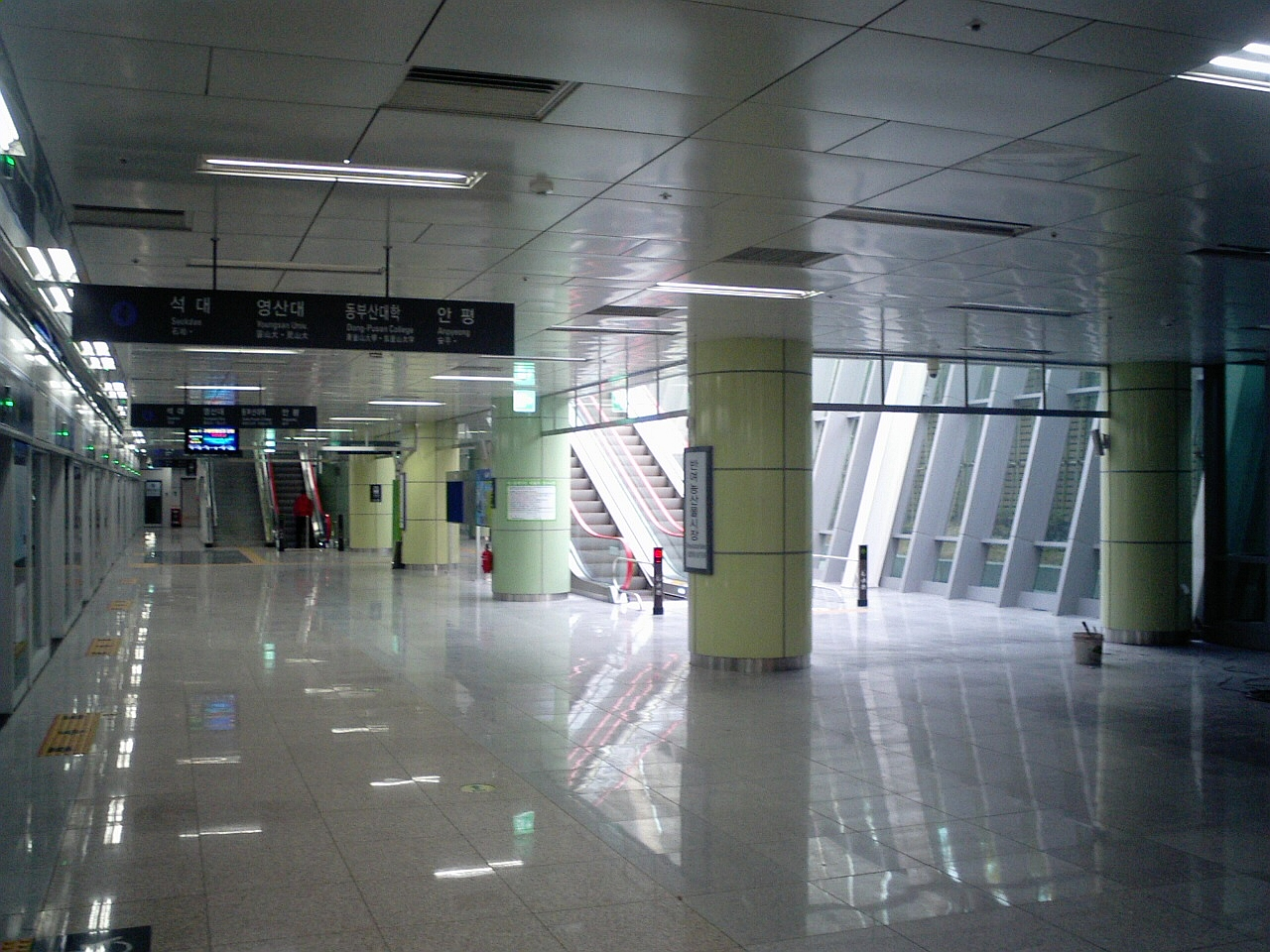
候車月台
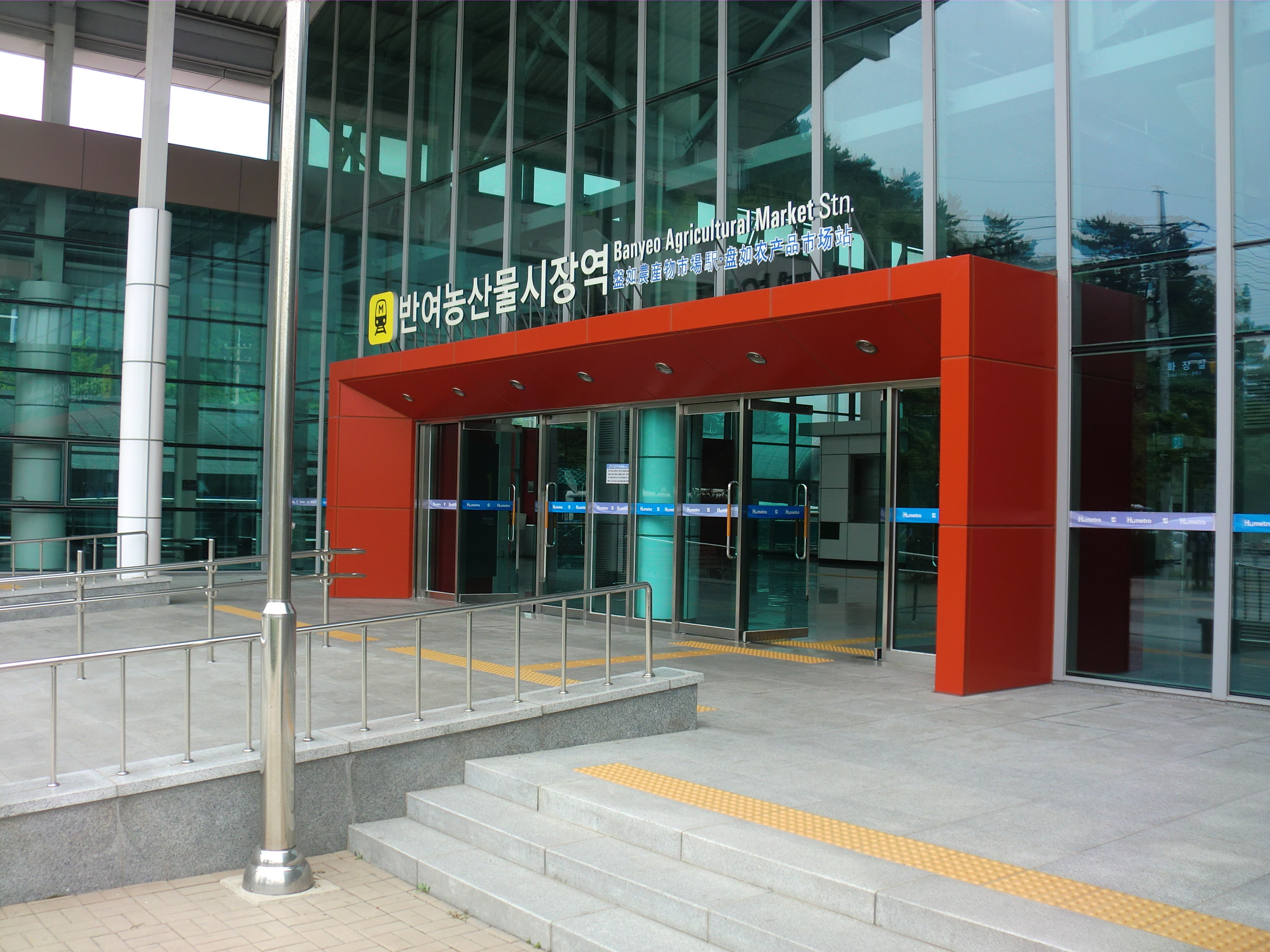
1號出口

## 相鄰車站
釜山交通公社
●釜山都市铁道4号线
錦絲（408）－盤如農產品市場（409）－石坮（410）